# Трисилицид пентарутения
Трисилицид пентарутения — бинарное неорганическое соединение
рутения и кремния
с формулой Ru5Si3,
кристаллы.

## Получение
- Сплавление стехиометрических количеств чистых веществ:

{\displaystyle {\mathsf {5Ru+3Si\ {\xrightarrow {1550^{o}C}}\ Ru_{5}Si_{3}}}}

## Физические свойства
Трисилицид пентарутения образует кристаллы
ромбической сингонии,
пространственная группа P bam,
параметры ячейки a = 0,52457 нм, b = 0,98190 нм, c = 0,40236 нм, Z = 2,
структура типа трисилицида пентародия Rh5Si3
.
Соединение инконгруэнтно плавится при температуре 1550°C.